# Women’s Premier Ice Hockey League 1985/86
Die Saison 1985/86 war die vierte Austragung der höchsten englischen Fraueneishockeyliga, der Women's English League. Die Ligadurchführung erfolgt durch die English Ice Hockey Association, den englischen Verband unter dem Dach des britischen Eishockeyverbandes Ice Hockey UK. Der Sieger erhielt den Chairman’s Cup.

## Modus
Es spielten alle Mannschaften eine einfache Runde mit Hin- und Rückspiel. Es gab keinen Absteiger.

## Abschlusstabelle
| Platz | Mannschaft              | Spiele | S  | U | N  | Tore  | Punkte |
| ----- | ----------------------- | ------ | -- | - | -- | ----- | ------ |
| 1.    | Streatham Strikers (N)  | 12     | 11 | 0 | 1  | 74:10 | 22     |
| 2.    | Peterborough Ravens (M) | 12     | 10 | 0 | 2  | 61:16 | 20     |
| 3.    | Solihull Vixens         | 12     | 9  | 0 | 3  | 50:29 | 18     |
| 4.    | Oxford University       | 12     | 6  | 0 | 6  | 23:42 | 12     |
| 5.    | Brighton Amazons        | 12     | 4  | 0 | 8  | 13:39 | 8      |
| 6.    | Oxford City Rockets (N) | 12     | 2  | 0 | 10 | 10:48 | 4      |
| 7.    | Cambridge University    | 12     | 0  | 0 | 12 | 3:52  | 0      |

Der neue englische Meister wurde verstärkt durch die Torhüterin Suzanne Johnson und angeführt von der Amerikanerin Charlotte Johnson, die zudem in den Genuss von Auszeichnungen in drei verschiedenen Sportarten (Hockey, Eishockey und Lacrosse) kam.

## Beste Scorerinnen
| Spieler          | Mannschaft          | Spiele | Tore | Assists | Punkte | Straf- minuten |
| ---------------- | ------------------- | ------ | ---- | ------- | ------ | -------------- |
| Charlotte Joslin | Streatham Strikers  | 11     | 36   | 12      | 48     | 0              |
| Kim Strongman    | Peterborough Ravens | 12     | 19   | 11      | 30     | 6              |
| Mandy Burton     | Peterborough Ravens | 11     | 13   | 15      | 28     | 9              |
| Carol Smallman   | Peterborough Ravens | 12     | 12   | 12      | 24     | 2              |
| Carol Waite      | Solihull Vixens     | 10     | 11   | 11      | 22     | 12             |
| Marion Wilson    | Solihull Vixens     | 10     | 16   | 5       | 21     | 6              |
| Lisa Jamieson    | Streatham Strikers  | 12     | 11   | 3       | 14     | 24             |
| Sally Curtis     | Peterborough Ravens | 12     | 7    | 5       | 12     | 2              |
| Sue Parsons      | Streatham Strikers  | 12     | 7    | 5       | 12     | 4              |
| Bev Amps         | Peterborough Ravens | 10     | 5    | 5       | 10     | 4              |

## Beste Torhüterinnen
| Spieler         | Mannschaft          | Sp | Min | SaT | GT | Sv%   | SO |
| --------------- | ------------------- | -- | --- | --- | -- | ----- | -- |
| Suzanne Johnson | Streatham Strikers  | 12 | 540 | 98  | 10 | 89,17 | 7  |
| Emma Bowles     | Oxford City         | 11 | 495 | 300 | 43 | 85,67 | 1  |
| Fran Aspden     | Peterborough Ravens | 9  | 405 | 95  | 15 | 84,22 | 2  |